# McDonnell 119

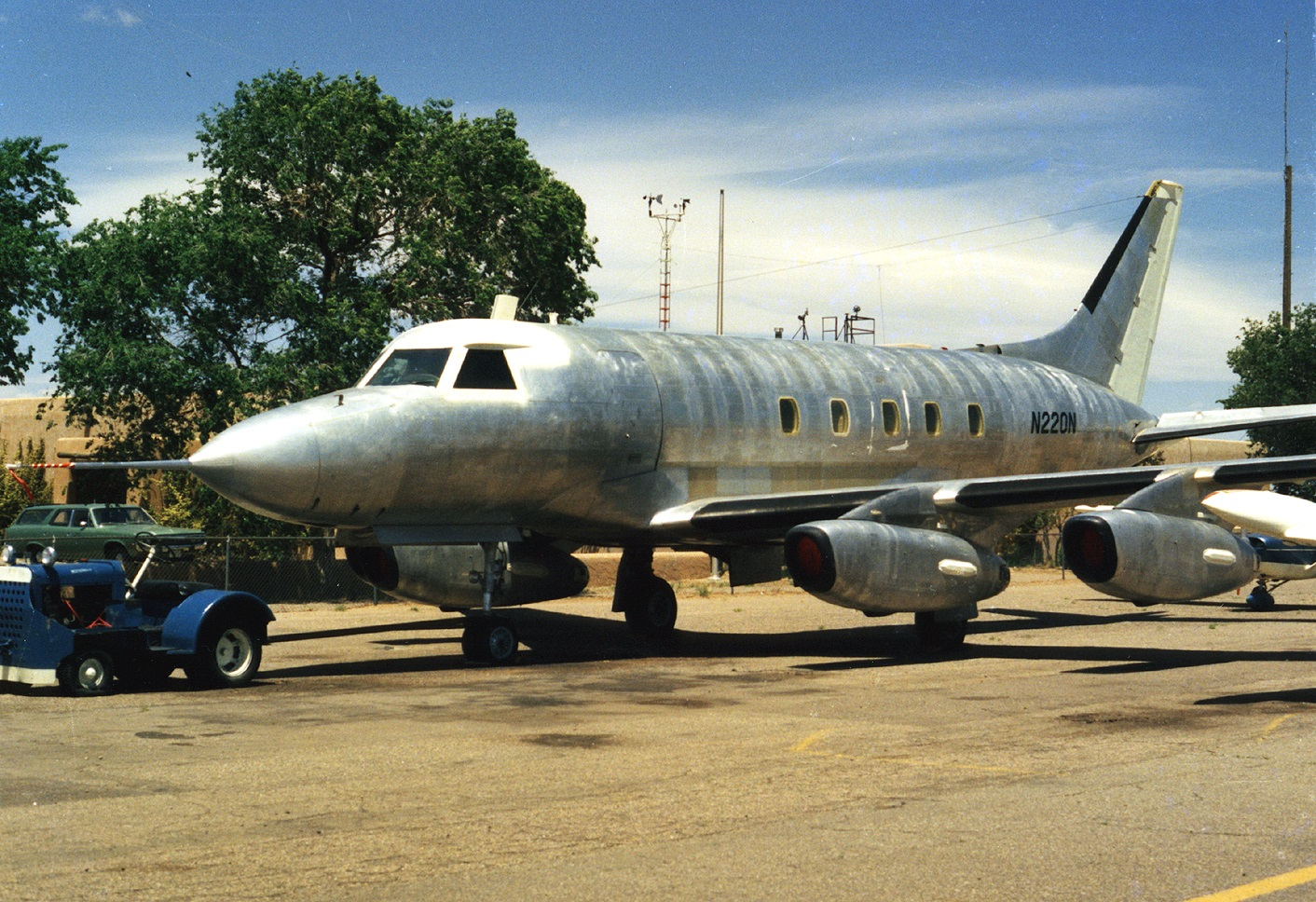
McDonnell 220, Albuquerque 1975

Die McDonnell 119/220 war ein vierstrahliges Geschäftsreiseflugzeug von McDonnell, das Mitte der 1950er Jahre entwickelt wurde.

## Entwicklung
Die McDonnell 119 war eigentlich als Antwort auf einen von der US Air Force ausgeschriebenen Wettbewerb gedacht und sollte daher als leichtes Transportflugzeug und Besatzungstrainer dienen. Da der Wettbewerb jedoch vom Konkurrenten Lockheed mit der Lockheed L-1329 JetStar gewonnen wurde, wurde die Maschine zum Passagierflugzeug umgerüstet und in McDonnell 220 umbenannt. Die McDonnell 220 gilt somit als einer der ersten Businessjets. Jedoch blieb das Modell auch für die zivile Nutzung ein Ladenhüter, da kein Bedarf für Flugzeuge mit solch niedriger Kapazität von nur bis zu 26 Fluggästen bestand. Direkte Angebote an führende US-amerikanische Unternehmen und Fluglinien wie PanAm wurden abgelehnt. Der Jet wurde in den Jahren darauf als firmeneigenes Flugzeug genutzt und Anfang der 1970er Jahre an die Flight Safety Foundation in Phoenix übergeben. Bis zu der Fusion mit der Douglas Aircraft Company 1967 hielt sich McDonnell aus der Entwicklung ziviler Fluggeräte heraus.

## Technische Daten
| Kenngröße             | Daten                               |
| --------------------- | ----------------------------------- |
| Besatzung             |                                     |
| Passagiere            | 10–26                               |
| Länge                 | 20,27 m                             |
| Spannweite            | 17,55 m                             |
| Höhe                  |                                     |
| Flügelfläche          |                                     |
| Flügelstreckung       |                                     |
| Nutzlast              | 4.990 kg                            |
| Leermasse             | 10.530 kg                           |
| Startmasse            | 18.565 kg                           |
| max. Startmasse       | 20.560 kg                           |
| Reisegeschwindigkeit  | 837 km/h                            |
| Höchstgeschwindigkeit | 901 km/h (in 11.580 m)              |
| Dienstgipfelhöhe      |                                     |
| Reichweite            |                                     |
| Triebwerke            | vier Triebwerke Westinghouse J34-22 |